# Arbelus sanguinipes
Arbelus sanguinipes là một loài tò vò trong họ Ichneumonidae.